# Stefan Koch (Leichtathlet)
Stefan Koch (* 17. Juli 1984 in Rheine) ist ein deutscher Langstreckenläufer.

## Werdegang
Mit dem Laufsport begann Koch beim LAV Rheine. Später wechselte er zum Turnerbund Burgsteinfurt. Seit 2001 startet er für den TV Wattenscheid 01, wo er heute von Anton Kirschbaum trainiert wird. Seit der Saison 2009 startete Stefan Koch für die LG Braunschweig, 2012 wechselte er nach Essen zum Tusem, für den er am 4. März 2012 sein Debüt beim Sieg in Leverkusen beim 31. Lauf um das Bayerkreuz gab.

## Sportliche Erfolge
Bei den U23-Europameisterschaften 2005 und den U20-Europameisterschaften 2003 konnte Koch jeweils den fünften Platz über 10.000 Meter erringen. 2005 wurde er Deutscher Meister im Halbmarathon. Seit November 2003 hält er außerdem den deutschen Jugendrekord im Halbmarathon (1:06:08 h).
2006 gewann er den Bietigheimer Silvesterlauf.
Im Oktober 2007 gab er in Essen sein Debüt auf der Marathonstrecke und gewann den Lauf Rund um den Baldeneysee in 2:17:17 h. Beim 35. Berlin-Marathon am 28. September 2008 steigerte er seine persönliche Bestzeit auf 2:15:38 h und wurde damit Gesamtzwölfter und zweitbester Deutscher.
2009 belegte er beim Gutenberg-Marathon in 2:20:24 h den fünften Platz. Als schnellster Deutscher im Feld gewann er die gleichzeitig ausgetragenen Deutschen Meisterschaften im Marathonlauf. Daraufhin wurde er für einen Start bei den Weltmeisterschaften 2009 in Berlin nominiert, musste seine Teilnahme jedoch wegen gesundheitlicher Probleme kurzfristig absagen. Seinen zweiten Deutschen Meistertitel erlief er am 22. Mai 2011 in 2:20:38 h beim Hamburg-Marathon. In der Gesamtwertung belegte er als schnellster Europäer den achten Platz.
Am 15. April 2012 gewann er in 1:05:22 h die deutsche Meisterschaft im Halbmarathon in Griesheim.